# Christian Otto Mohr
Christian Otto Mohr (født 8. oktober 1835 i Wesselburen, Ditmarsken, død 3. oktober 1918 i Dresden) var en tysk ingeniør og professor. 
Efter at have fuldendt sine studier i Hannover, virkede han i nogle år som ingeniør ved jernbaneanlæg, tiltrådte dernæst 1867 et professorat i Stuttgart i teknisk mekanik m. m., flyttede 1873 til den Tekniske Højskole i Dresden i samme egenskab, tog i 1900 sin afsked og tilbragte resten af sin levetid med videnskabeligt arbejde. Sin videnskabelige virksomhed begyndte Mohr allerede i 25-års alderen med en afhandling om kontinuerlige dragere, hvori han første gang påviste den store indflydelse af understøtningernes relative højdebeliggenhed, og han fortsatte den lige til sin høje alderdom. Nogle af hans betydeligste arbejder drejer sig om: nedbøjningslinijen som tovpolygon, anvendelse af virtuelle forskydninger til beregning af spændinger og formforandringer i statisk bestemte og statisk ubestemte systemer, beregning af sekundære spændinger, fremstilling af spændingstilstanden i et punkt af et elastisk legeme, materialanstrengelsen, o. m.fl. en samlet fremstilling af sine arbejder har han selv givet i: Abhandlungen aus dem Gebiete der Technischen Mechanik (1906, 2. udgave 1914). Mohrs Betydning har været ganske overordentlig, hans arbejder banebrydende og grundlæggende på den tekniske mekaniks, den grafiske statiks og i det hele bygningsstatikens område.